# 加克西乡
加克西乡（藏語：ལྕགས་སྒྱེ་，威利转写：lcags sgye），是中华人民共和国西藏自治区日喀则市江孜县下辖的一个乡镇级行政单位。

## 行政区划
加克西乡下辖以下地区：
强村、夏布村和多根村。